# Саймон Макберні
Саймон Монтегю МакБерні OBE (англ. Simon Montagu McBurney, нар. 25 серпня 1957) — англійський актор, драматург і театральний режисер. Є засновником і художнім керівником Théâtre de Complicité, Лондон. Зіграв ролі у фільмах «Маньчжурський кандидат», «Друзі з грошима», «Останній король Шотландії», «Золотий компас», «Герцогиня», «Робін Гуд», «Гаррі Поттер і Смертельні реліквії – частина 1», «Шпигун, вийди геть!», «Магія місячного сяйва», «Теорія всього» та «Місія нездійсненна: Нація ізгоїв». Зіграв хормейстера в серіалі BBC «The Vicar of Dibley».

## Життєпис
Народився 25 серпня 1957 у Кембриджі, Англія. Його батько, Чарльз Макберні, був американським археологом і вченим шотландського походження. Його прадідом по батьківській лінії був американський хірург Чарльз МакБерні, якому приписують опис медичної ознаки точки МакБерні. Мати Саймона Макберні, Енн Френсіс Едмондстоун (уроджена Чарльз), була британським секретарем англійського, шотландського та ірландського походження. Його батьки були далекими двоюрідними братами, які познайомилися під час Другої світової війни. Його старший брат — композитор і письменник Джерард Макберні.
Він вивчав англійську літературу в Пітерхауз, Кембридж, який закінчив у 1980 році. Після смерті батька він переїхав до Парижа і навчався театру в Інституті Жака Лекока.

## Кар'єра

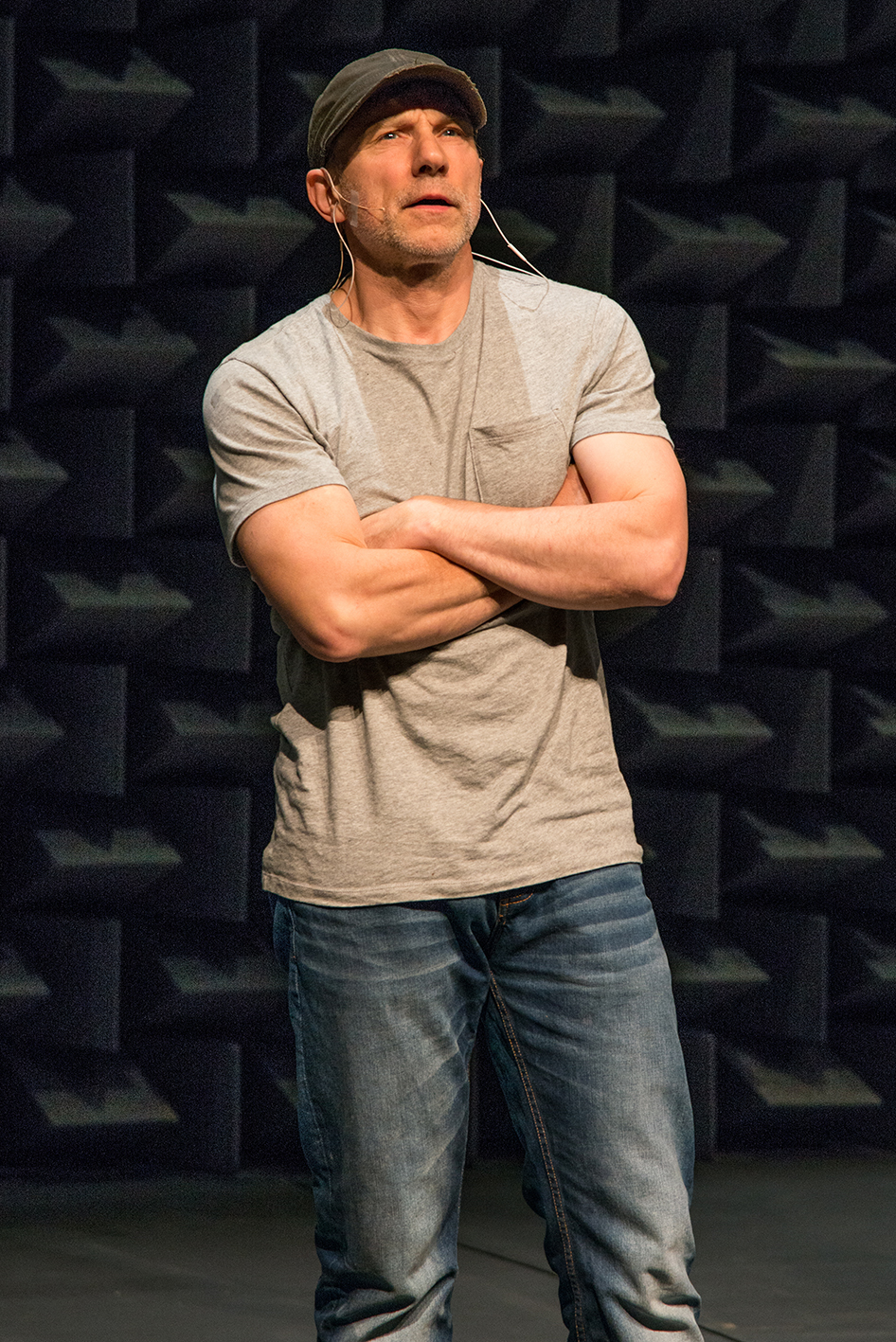
Макберні на Единбурзькому міжнародному фестивалі 6 серпня 2015 року

МакБерні є засновником і художнім керівником британської театральної компанії Complicite, яка виступає по всьому світу. У 1997 році був нагороджений Європейською премією Theatrical Realities разом з Théâtre de Complicité Керував їхніми виставами «Вулиця крокодилів» (1992); «Три життя Люсі Каброл» (1994), адаптація трилогії Джона Бергера «У їхні праці» ; До весілля (ще одна співпраця Бергер); Мнемотехніка (1999); Слон зникає (2003); Номер, який зникає (2007); «Собаче серце » (2010); «Майстер і Маргарита» (2011), «Малюк залишається на кадрі» (2017).
«Число, що зникає» — твір, який задумав і поставив МакБерні, надихаючись історією співпраці двох найвидатніших чистих математиків 20-го століття, індійського генія Шрініваси Рамануджана та дона Г. Х. Харді з Кембриджа. Грав у Барбікані восени 2008 року та гастролював по всьому світу. У лютому 2009 року МакБерні зняв постановку Complicite Shun-kin, засновану на двох текстах Дзюн'ічіро Танізакі. Був створений у Лондоні та Токіо в 2010 році.
На позаштатній основі МакБерні зняв наступне: «Непереборне піднесення Артуро Уі та всіх моїх синів» (2008) (обидва в Нью-Йорку), а також живі комедійні шоу, зокрема «Так багато чого сказати» Ленні Генрі та «Френч і Сондерс» Жити в 2000 році.
МакБерні — визнаний кіноактор. Він зіграв постійну роль хормейстера Сесіла у фільмі «Вікарій Діблі», комп’ютерного фахівця ЦРУ Гарленда у фільмі «Тіло брехні», доктора Аттікуса Нойла у фільмі «Маньчжурський кандидат» (2004), британського дипломата Найджела Стоуна у фільмі «Останній король Шотландії», чоловіка метросексуала. Аарон у «Друзі з грошима», Фра Павел у «Золотому компасі», Чарльз Джеймс Фокс у «Герцогині» та Олівер Лейкон у «Тинкер-кравець, солдат-шпигун» . Також написав історію та був виконавчим продюсером «Канікулу містера Біна».

## Особисте життя
У 2007 році зустрів концертуючу піаністку Кассандру «Кессі» Юкаву. Відтоді вони одружилися та проживають у Страуді, графство Глостершир, зі своїми трьома дітьми, раніше жили в північному Лондоні. Його невістка — скрипалька Діана Юкава.
У новорічні почесті 2005 року МакБерні був призначений офіцером Ордена Британської імперії (OBE) «за заслуги перед Драмою». Є послом Survival International, всесвітнього руху за права племінних народів.

## Фільмографія
| Рік         | Назва                                         | Роль                           | Примітки |
| ----------- | --------------------------------------------- | ------------------------------ | -------- |
| 1991        | Кафка                                         | Асистент Оскар                 |          |
| 1994        | Діловий роман                                 | Продавець                      |          |
| 1994        | Бути людиною                                  | Гермес                         |          |
| 1994        | Том & Вів                                     | Др. Регінальд Міллер           |          |
| 1994        | Месмер                                        | Франц                          |          |
| 1996        | Огр                                           | Бригадир                       |          |
| 1997        | Кавказьке крейдяне коло                       | Аздак Суддя                    | Відео    |
| 1998        | Кузина Бетта                                  | Вовіне                         |          |
| 1999        | Онєгін                                        | Містер Тріке                   |          |
| 2000        | Ейзенштейн                                    | Сергій Ейзенштейн              |          |
| 2003        | День розплати                                 | Стефан                         |          |
| 2003        | Золота молодь                                 | Стефан (Photo-Rat)             |          |
| 2003        | Скагеррак                                     | Томас                          |          |
| 2004        | Маньчжурський кандидат                        | Доктор Аттікус Нойл            |          |
| 2004        | Людський дотик                                | Бернард                        |          |
| 2006        | Друзі з грошима                               | Аарон                          |          |
| 2006        | Останній король Шотландії                     | Найджел Стоун                  |          |
| 2007        | Золотий компас                                | Фра Павел                      |          |
| 2008        | Тіло брехні                                   | Гарланд                        |          |
| 2008        | Герцогиня                                     | Чарльз Джемс Фокс              |          |
| 2009        | Бугі-вугі                                     | Роберт Фрейн                   |          |
| 2010        | Робін Гуд                                     | Отець Танкред                  |          |
| 2010        | Гаррі Поттер і Смертельні реліквії: Частина 1 | Кречер                         | Голос    |
| 2011        | Джейн Ейр                                     | Mр. Броклхерст                 |          |
| 2011        | Шпигун, вийди геть!                           | Олівер Лакон                   |          |
| 2011 — 2013 | Борджіа                                       | Йоганн Бурхард                 | серіал   |
| 2013        | Для тих, хто не вміє розповідати казки        | Тім Кленсі                     |          |
| 2014        | Магія місячного сяйва                         | Говард Буркан                  |          |
| 2014        | Теорія всього                                 | Френк Гокінг                   |          |
| 2015        | Місія нездійсненна: Нація ізгоїв              | Директор Етлі                  |          |
| 2016        | Закляття 2                                    | Моріс Гросс                    |          |
| 2016        | Шпигуни-союзники                              | Офіцер S.O.E.                  |          |
| 2018        | Гонка століття                                | Френсіс Чичестер               |          |
| 2019        | Найгучніший голос                             | Руперт Мердок                  | серіал   |
| 2019 — 2023 | Карнівал Роу                                  | Раньон Міллуорті               | серіал   |
| 2020        | Сибір                                         | Чарівник                       |          |
| 2020        | Вовча варта                                   | Лорд-протектор Олівер Кромвель | Голос    |
| 2022        | Блідо-блакитне око                            | Капітан Хічкок                 |          |
| 2023        | Перехоплений рейс                             | Едгар Дженсен                  | серіал   |
| 2024        | Носферату                                     | Гер Нок                        | [ 17 ]   |

## Подяки
- 1997: Європейська премія Theatrical Realities (разом з Théâtre de Complicité)[18]
- 1998: Премія Лоуренса Олів'є (найкраща хореографія для «Кавказького крейдового кола» («Der kaukasische Kreidekreis»), Королівський національний театр, сцена Олів'є, Лондон)
- 1999: Театральна премія Critics' Circle (Краща нова п'єса за «Мнемоніка» в театрі Ріверсайд)
- 2005: Офіцер ордена Британської імперії, «Новорічний список почестей» королеви Єлизавети II.
- 2007: Театральна премія «Нестрой» (номінація «Найкраща режисура» за «Зникаючий номер» на Wiener Festwochen)
- 2007: Театральна премія Critics' Circle Theatre Award (Найкраща нова п'єса за «A Disappearing Number» у Théâtre de Complicité)
- 2008: Премія Конрада Вольфа[19]